# Rabaulia fascifacies
Rabaulia fascifacies är en tvåvingeart som beskrevs av Malloch 1939. Rabaulia fascifacies ingår i släktet Rabaulia och familjen borrflugor. Inga underarter finns listade i Catalogue of Life.